# Sıla Gençoğlu
Ne doit pas être confondu avec Sıla ou Sıla Şahin.
Sıla Gençoğlu, née le 17 juin 1980 à Denizli, est une chanteuse de pop turque.

## Biographie

### Sa famille et ses études
Sıla est née à Denizli, dans la région Égéenne, en 1980. Elle est l'unique enfant d'une famille d'hommes politiques : Rıza Gençoğlu (ancien député du Parti de la justice) est son grand-père paternel, Muzaffer Balaban (ancien député du Parti de la justice) est son grand-père maternel et Şükrü Gençoğlu (sous-préfet membre du Parti de la juste voie) est son père. Sa mère est Ömür Gençoğlu (née Balaban).
Elle part étudier à Izmir puis à Istanbul. À cette époque, la langue française (elle fera une reprise de La Vie en rose), la littérature turque puis le jazz vocal sont parmi ses occupations d'études. Elle travaille ensuite comme soliste et écrit des chansons pour elle et d'autres artistes.

### Début dans la musique
Sa rencontre avec le chanteur Kenan Doğulu, pour lequel elle est vocaliste et écrit également des chansons, lui permet de sortir son premier album solo en 2007, album produit par Ozan Doğulu (tr), le grand-frère de Kenan Doğulu. Ce dernier est en featuring sur l'un des titres. Parallèlement, elle chante pour la série télévisée Sıla (2006-2008), avec Sezen Aksu, et la série Yaban Gülü (2008). À partir de cette période, elle ne fait qu'enchaîner les projets et reçoit de nombreuses récompenses.

### Polémiques et affaires judiciaires

#### Propos à propos d'un rassemblement contre le putsch manqué de 2016
En août 2016, elle déclare à propos de la manifestation géante contre le putsch manqué organisée par l'AKP à Yenikapı : « Je suis évidemment contre le putsch mais je ne participerai pas à cette mise en scène ». La polémique qui s'ensuit l'oblige à s'expliquer. Pour elle, il s'agissait de mettre en avant l'hypocrisie de certaines personnes, en particulier certains artistes, qui embrassent la démocratie quand cela les arrange et participent à ce genre d'événements à des fins personnelles. En octobre, elle porte plainte contre le chanteur Davut Güloğlu (tr) qui l'a insultée lors d'un reportage sur la chaîne de télévision Beyaz TV (tr),. Il est condamné en mai 2017 à un an et deux mois de prison, mais sa peine est convertie à une amende de 8 400 livres turques.

#### Procès contre l'acteur Ahmet Kural pour violences conjugales
Fin octobre 2018, elle porte plainte contre le célèbre comédien turc Ahmet Kural (en) pour des violences qu'il aurait eu à son égard quand ils étaient en couple, ce que Kural nie. Selon Gençoğlu, il l'aurait insultée et frappée pendant près d'une heure le 28 octobre 2018. Le procès débute le 7 mars 2019 à Istanbul. Cette affaire met en lumière les nombreux cas de féminicides et de violences faites aux femmes en Turquie. Le 22 avril 2019, Kural est condamné à un an, quatre mois et vingt jours de prison avec sursis pour injures, menaces et violences.

## EP

### Singles
2017 : Muhbir